# Gudingklobb
Gudingklobb är öar i Finland. De ligger i Norra Östersjön eller Skärgårdshavet och i kommunen Kimitoön i landskapet Egentliga Finland, i den sydvästra delen av landet. Öarna ligger omkring 76 kilometer söder om Åbo och omkring 170 kilometer väster om Helsingfors.
Arean för den av öarna koordinaterna pekar på är 0,4 hektar och dess största längd är 80 meter i nord-sydlig riktning. Det finns inga samhällen i närheten.